# Antiquity (tập san)
Antiquity là một tập san học thuật dành riêng cho những chủ đề về khảo cổ học. Tập san xuất bản sáu số trong một năm, bao gồm các chủ đề trên toàn thế giới từ tất cả các thời kỳ. Biên tập viên hiện tại của tập san này là Robert Witcher, Phó Giáo sư Khảo cổ học tại Đại học Durham. Từ năm 2015, tạp chí được xuất bản bởi Cambridge University Press.
Antiquity được thành lập bởi nhà khảo cổ học người Anh OGS Crawford vào năm 1927. Tạp chí thuộc sở hữu của Antiquity Trust, một tổ chức từ thiện đã đăng ký hoạt động. Các ủy viên quản trị của tổ chức gồm Graeme Barker, Amy Bogaard, Robin Coningham, Barry Cunliffe, Roberta Gilchrist, Chris Gosden, Anthony Harding, Paul Mellars, Martin Millett, Nicky Milner, Stephanie Moser và Cameron Petrie.

## Danh sách biên tập viên
- OGS Crawford (1927-1957)[6]
- Glyn Daniel (1958-1986)[7]
- Christopher Chippindale (1987-1997)[8]
- Caroline Malone (1998-2002)[9]
- Martin Carver (2003-2012)[10]
- Chris Scarre (2013-2017)[11]
- Robert Witcher (2018-nay)[12]

## Ban biên tập
Ban cố vấn biên tập của Antiquity hiện có 25 thành viên đến từ các quốc gia: Úc, Brasil, Trung Quốc, Pháp, Đức, Nhật Bản, New Zealand, Philippines, Nga, Vương quốc Liên hiệp Anh và Hoa Kỳ.